# Izabrani
Izabrani (eng. The Chosen) televizijska je serija, koja se temelji na životu Isusa Krista, a osmislio ju je, režirao i napisao scenarij američki filmaš Dallas Jenkins. To je prva televizijska serija o životu Isusa Krista, koja je financirana putem crowdfundinga, kao najveći takav medijski projekt do tada. Sve su epizode serije dostupne putem mobilne aplikacije istoimena naziva.

## Radnja
Prva sezona započinje 26. godine u Kafarnaumu na Galilejskom jezeru. Isus iz Nazareta navješta Evanđelje, poziva ljude na pokajanje i potvrđuje svoje učenje čudesima. Polako se pojavljuju razni likovi iz židovske populacije, vjerska elita i rimska uprava, koji moraju odlučiti kako će se postaviti prema Isusovom javnom djelovanju. Sve više ljudi prihvaća da je Isus - Mesija židovskog naroda kojeg se očekivalo stoljećima.
U drugoj sezoni Isus je napustio Kafarnaum i propovijedao u raznim selima i gradovima u pratnji svojih učenika. I ovdje čini razna čuda, pomaže ljudima u potrebi i mijenja postojeći društveni i vjerski poredak. Više puta naglašava: „Milosrđe mi je milo, a ne žrtva”, a učenicima poručuje: „Naviknite se na neobično”, kada su iznenađeni njegovim djelovanjem.
Serija se temelji na četirima evanđeljima, koja su ekranizirana dijalozima i gestama. Uz to, sadržaji, koji se ne spominju u Evanđeljima, nadopunjuju se zamišljenim likovima i dijalozima.
Posljednje dvije sezone serije od sedam sezona trebale bi prikazati Isusovu muku i uskrsnuće.
Autor serije, Dallas Jenkins, rekao je da je ovim projektom htio ponuditi portret Isusa kakav, po njemu, nije viđen u dotadašnjim filmskim prikazima Isusa, navodeći kako je htio prikazati Isusa očima onih su ga sreli i upoznali. Scenarij je temeljen na posjetima Svetoj Zemlji, molitvi, čitanju Svetog pisma i savjetima katoličkog svećenika (David Guffey), evangeličkog bibličara (Doug Huffman) i mesijanskog rabina (Jason Sobel).

## Glavne uloge
- Jonathan Roumie kao Isus: sin Blažene Djevice Marije i sv. Josipa, iščekivani Mesija i Sin Božji.
- Shahar Isaac kao Šimun Petar: ribar u Kafarnaumu, Andrijin brat i jedan od dvanaest Isusovih učenika.
- Elizabeth Tabish kao Marija Magdalena: obraćena žena iz Magdale i jedna od žena koja pomaže Isusu.
- Paras Patel kao Matej: carinik (poreznik) u Kafarnaumu i jedan od dvanaestorice Isusovih učenika.
- Noah James kao Andrija: ribar u Kafarnaumu, brat Šimuna Petra i jedan od dvanaestorice Isusovih učenika.
- Janis Dardaris kao Zohara: Nikodemova supruga.
- Lara Silva kao Eden: supruga Šimuna Petra.
- Shaan Sharma kao Shmuel: farizej u Kafarnaumu, koji se školovao kod Nikodema.
- Nick Shakoour kao Zebedej: ribar u Kafarnaumu i otac Velikog Jakova i Ivana.
- George Harrison Xanthis kao Ivan: ribar u Kafarnaumu i jedan od dvanaestorice Isusovih učenika.
- Shayan Sobhian kao Veliki Jakov (sezona 1., epizode 1–4): ribar u Kafarnaumu i jedan od dvanaestorice Isusovih učenika.
- Erick Avari kao Nikodem: farizej iz Jeruzalema i član Sanhedrina, simpatizer Isusa.
- Kian Kavousi kao Veliki Jakov (sezona 1, epizode 5-8): Kavousi je drugi glumac koji je glumio Velikoga Jakova.

Glumci su namjerno odabrani, da predstavljaju ljude raznih naroda i rasa, kako bi naglasili univerzalnost kršćanske vjere. Tako je npr. Shahar Isaac iz Gvatemale, Lara Silva iz Brazila, a Paras Patel, Shaan Sharma i Erick Avari podrijetlom su iz Indije, Shayan Sobhian je iranskoga, a Janis Dardaris grčkoga porijekla, dok je većina glumaca iz SAD-a. Uglavnom se radi o manje poznatim glumcima uz nekolicinu iznimaka.

## Pozadina
Izabrani je prva televizijska serija o životu Isusa Krista, koja je financirana putem crowdfundinga, s 11 milijuna američkih dolara.
Seriji prethodi pilot epizoda „Pastir”, koja prikazuje božićnu priču. Snimanje epizoda odvijalo se u Teksasu i Utahu u SAD-u.
Posebnost je što se sve epizode mogu besplatno gledati putem mobilne aplikacije. Prva sezona prevedena je na hrvatski jezik.

## Galerija
- Nikodem i Marija Magdalena
- Šimun Petar ribari po noći
- Isus liječi gubavca
- Isusovi učenici na svadbi u Kani Galilejskoj
- Matej kod rimske vojske

## Vanjske poveznice
- Izabrani u internetskoj bazi filmova IMDb-a
- Službena stranica (engl.)